# Cholmec
Cholmec, česky Chomec, později Chlumec, ukrajinsky Холмець, maďarsky Korláthelmec, nebo jen Helmec, je obec v Baranynské územní komunitě, v okrese Užhorod, v Zakarpatské oblasti na západě Ukrajiny. V roce 2001 zde žilo 901 obyvatel, z toho 460, tj. 51 % obyvatel bylo maďarské národnosti.

## Historie
Do uzavření Trianonské smlouvy byla obec součástí Uherska, poté byla součástí Československa. V roce 1921 zde stálo 196 domů a žilo zde 813 obyvatel, z toho 2 Čechoslováci, 155 Rusínů, 595 Maďarů a 58 Židů. Od roku 1938 byla obec (v důsledku první vídeňské arbitráže) součástí Maďarského království. Od roku 1945 byla obec součástí Ukrajinské sovětské socialistické republiky, která byla součástí SSSR. Od roku 1991 je součástí nezávislé Ukrajiny.